# Don de la Torah sur le mont Sinaï

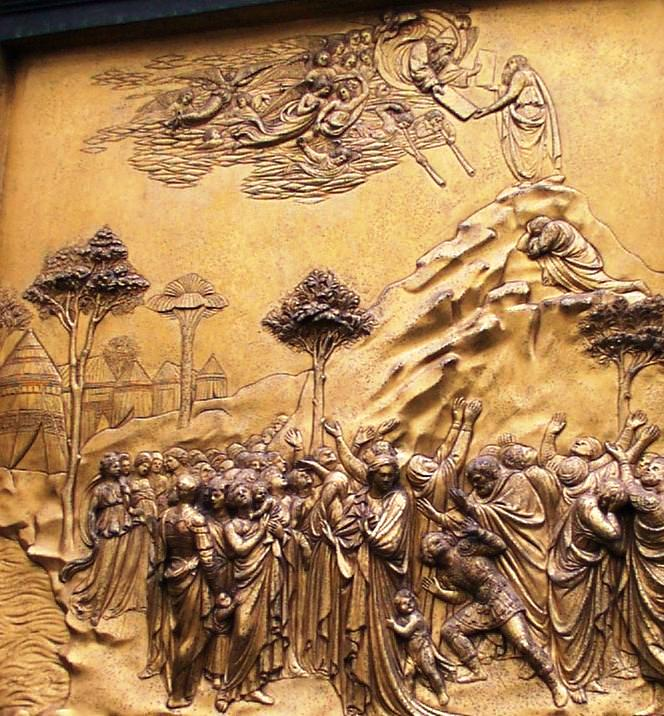
Dieu remet les tables à Moïse (Porta del Paradiso del Battistero di Firenze)

Le don de la Torah sur le mont Sinaï (hébreu : מעמד הר סיני maamad har Sinaï) est un récit biblique selon lequel Dieu se révèle immédiatement aux Israélites sur le mont Sinaï et leur délivre le Décalogue ainsi que les premières Tables de la Loi.
Ce récit est considéré comme l’un des évènements fondateurs du judaïsme avec celui de l’Exode, fonde sa foi en un Dieu personnel qui intervient directement dans l’histoire, et est commémoré lors de la fête de Chavouot.

## Le don de la Torah dans les sources juives

### Dans la Bible hébraïque
Au troisième mois après la sortie d’Égypte, Israël arrive dans le désert du Sinaï et campe devant la montagne.